# Mar Mirtoico

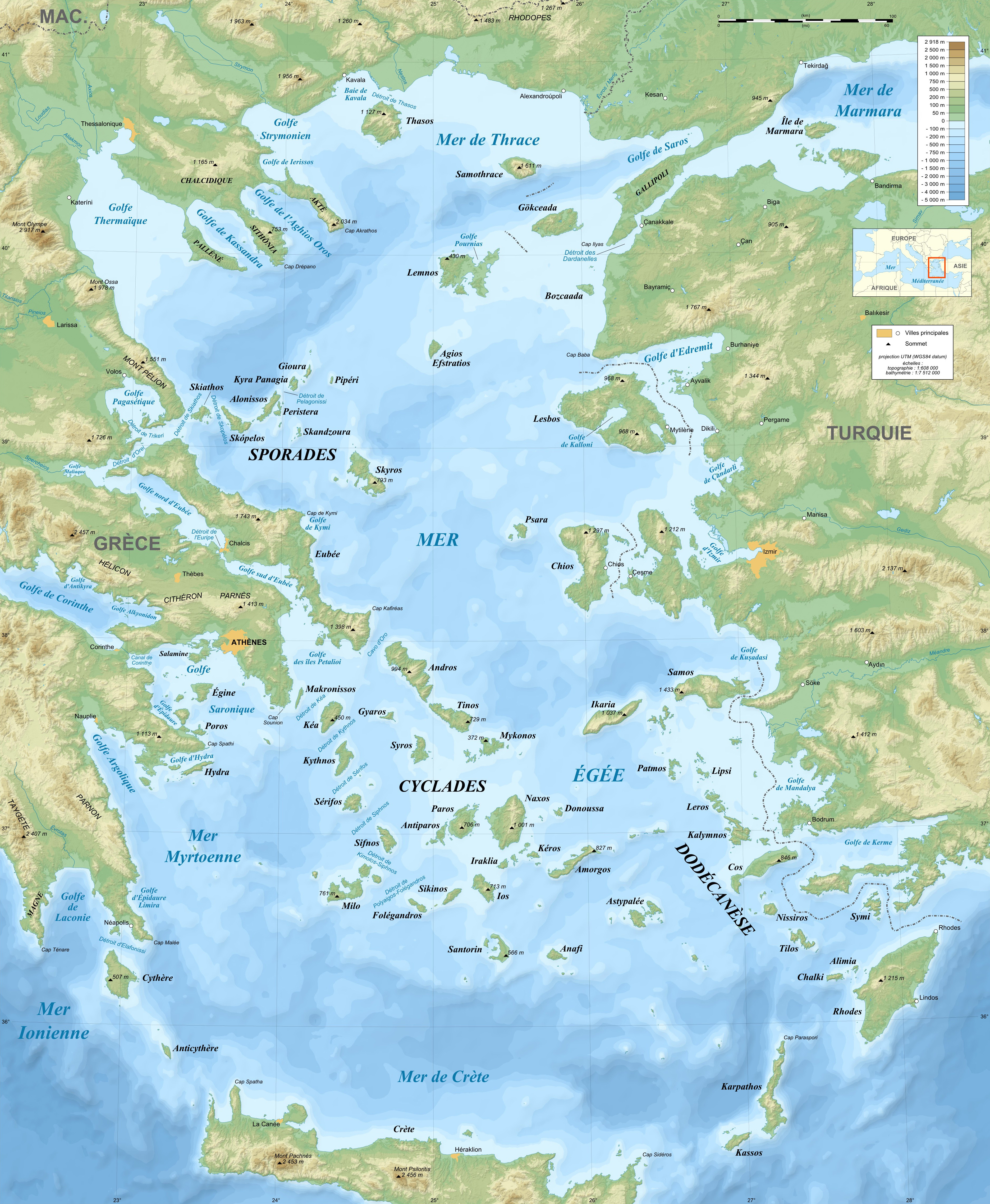
O mar Mirtoico situa-se entre a península do Peloponeso a ocidente, e as ilhas gregas Cíclades a oriente

O mar Mirtoico (em grego:  Mυρτώο Πέλαγος, Myrtöo Pelagos), de Mirtos ou ainda Mírtilo é um braço do mar Egeu situado entre as ilhas gregas Cíclades e o Peloponeso.
O golfo Sarónico, o golfo de Atenas, fica situado entre o canal de Corinto e o mar Mirtoico.

## Etimologia
O mar possui este nome pois, conforme a mitologia, foi nele que foi jogado Mírtilo para morrer.
Mírtilo, filho de Hermes, era o cocheiro do rei Enomau de Pisa, e sabotou sua quadriga para que Pélope o vencesse e conseguisse se casar com a princesa Hipodâmia, filha de Enomau. Após a vitória, Pélope assassinou Mírtilo – conforme algumas versões, para não pagar o preço prometido, ou conforme outras, porque Mírtilo havia tentado violentar Hipodâmia.

## Geografia
O mar Mirtoico está entre Creta, a Argólida e a Ática. O seu diâmetro maior, medido a partir da Ática, é de cerca de 1200 estádios.
Nele estão situadas as ilhas Citera, Calauria e Egina, além de outras ilhas próximas, como Salamina e algumas das Cíclades.